# Adriana-Doina Pană
Adriana-Doina Pană (ur. 16 maja 1957 w Matei) – rumuńska polityk i inżynier, posłanka do Izby Deputowanych, w latach 2012–2014 i 2017–2018 członkini rumuńskich rządów.

## Życiorys
W 1981 ukończyła studia inżynierskie w instytucie politechnicznym w Bukareszcie w zakresie elektrotechniki. W 2008 uzyskała magisterium z administracji publicznej na Universitatea de Vest „Vasile Goldiș” w Aradzie. Na początku lat 80. pracowała jako inżynier, później zawodowo związana z oświatą. Między 2002 a 2012 pełniła funkcję zastępczyni dyrektora Colegiul Tehnic „INFOEL” w Bystrzycy.
Działaczka Partii Socjaldemokratycznej. Z jej rekomendacji w 2009 pełniła funkcję sekretarza stanu w resorcie edukacji. W tym samym roku startowała w wyborach do Parlamentu Europejskiego z 18. miejsca wspólnej listy PSD i PC, jednakże nie została wybrana (koalicja uzyskała 11 miejsc w PE). W 2012 uzyskała natomiast mandat posłanki do Izby Deputowanych, w 2016 z powodzeniem ubiegała się o reelekcję.
W grudniu 2012 została ministrem delegowanym do spraw dialogu społecznego w gabinecie Victora Ponty, a w marcu 2014 objęła tożsame stanowisko do spraw gospodarki wodnej, leśnictwa i rybołówstwa. Z rządu odeszła w grudniu tegoż roku. W październiku 2015 została wiceprzewodniczącą Partii Socjaldemokratycznej. 29 czerwca 2017 objęła stanowisko ministra gospodarki wodnej i leśnictwa w nowo zaprzysiężonym rządzie Mihaia Tudosego. 3 stycznia 2018 podała się do dymisji ze względów zdrowotnych. Funkcję ostatecznie pełniła do 29 stycznia 2018, kiedy to w nowym gabinecie Vioriki Dăncili zastąpił ją Ioan Deneș.

## Życie prywatne
Jest wdową, ma syna. Oprócz ojczystego języka rumuńskiego posługuje się także angielskim i francuskim.